# Тиличеев, Сергей Васильевич
Серге́й Васи́льевич Тиличе́ев (5 апреля 1850—январь 1919, Пятигорск) — врач, доктор медицины, директор курортов Старая Русса (1890—1907) и Кавказские Минеральные Воды (1907—1915), пятигорский городской голова (1916—1917), действительный член Русского бальнеологического общества (1911—1919), тайный советник.

## Биография
Дата рождения С. В. Тиличеева в отдельных источниках разнится: 5 апреля 1850 г., 1851 год, статья «К 160-летию» опубликована в 2012 году, т. е. год рождения — 1852.
В 1869 году поступил юнкером в Николаевское военное кавалерийское училище. В июле 1870 года был зачислен корнетом в лейб-гвардейский кирасирский полк, но уже 30  октября того же года подал прошение об отставке.
Гражданскую службу начал в 1872 году в качестве чиновника в Главном казначействе, а спустя два года, в 1874, был зачислен слушателем в Военно-медицинскую академию, которую окончил в 1879 году со званием лекаря.
На протяжении десяти лет работал земским врачом в Новгородском уезде.
В 1884 году, после защиты диссертации, получил звание доктора медицины.
С 1890 по 1907 год управлял курортом Старая Русса.
С 1907 по 1915 год — директор Кавказских Минеральных Вод. Отстранён от должности в сентябре 1915 года по указанию принца Ольденбургского.
В январе 1916 года большинством голосов гласных Пятигорской городской думы Тиличеев был избран городским головой и оставался в этой должности до 5 марта 1917 года.
В марте 1917 года вошёл в Гражданский исполнительный комитет города Пятигорска, 30 июля 1917 года был избран в новый состав городской думы от партии народной свободы. 
Скончался в январе 1919 года от тифа.

## Деятельность

### В Старой Руссе
Курортом Старая Русса Тиличеев управлял с 1890 по 1907 год. В это время здесь расширили парк и устроили в нём дренажную систему, провели ремонтные работы на многих объектах курорта, соорудили металлический каркас над Муравьёвским фонтаном. Инфраструктура курорта пополнилась метеорологической станцией, химической лабораторией по изучению минеральных вод, оранжереей и другими объектами.
По словам С. Н. Паренаго, который стал одним из приемников Тиличеева на посту директора курорта, при его руководстве «весь курорт был приведен в порядок и благоустройство».

### На Кавказских Минеральных Водах
В ноябре 1907 года С. В. Тиличеев был назначен директором курортов Кавказских Минеральных Вод. Главной его заслугой на этом посту считается спасение курортов от банкротства за счёт налаживания экспорта минеральной воды.
При нём впервые был проведён бактериологический анализ источников питьевой воды на курортах, подведены новые источники к городским водопроводам, стали учитывать расход питьевой воды. Санитарно-бактериологическая лаборатория взяла под свой контроль работу пекарен, колбасного завода, рынков, молочных ферм.
В 1910 году проведено обводнение Тамбуканского озера. При содействии Тиличеева, приобретшего оборудование и пригласившего В. И. Воячека, в Кисловодске открылся первый ингаляторий. 
На всех группах Кавминвод велось активное строительство , в частности были построены ессентукская и пятигорская грязелечебницы, выстроены два новых ванных здания. В результате геологических изысканий были открыты семь новых источников. Пятигорские ванны вблизи Провала до 1957 года носили имя С. В. Тиличеева.
В Пятигорске была открыта тепловая дизельная электростанция по проекту Е. Н. Кутейникова.
Вместе с тем, деятельность Тиличеева на посту директора КМВ подвергалась и критике. В частности, его обвиняли в сговоре с типографией Лысенко и Сукиасянца, завышавшей стоимость работ. Не всем понравилась замена порайонной системы продажи нарзана свободной, а также «аристократизация» курорта (повышение стоимости услуг).

## Избранные труды
Вопросы бальнеологии Старорусских минеральных вод.— [Санкт-Петербург] : типография П. П. Сойкина, 1902;
Доклад по вопросу об ограждении Кавказских Минеральных Вод от занесения и развития в них эпидемических заболеваний. С приложением журнала заседаний Врачебно-Технического Комитета УКМВ от 21 июля 1912г. — Пятигорск, 1912;
Доклад по вопросу об усилении полицейской охраны курортов во время сезона и об учреждении особого надзора, обеспечивающего спокойное пребывание больных на водах. С приложением журнала заседания Врачебно-Технического комитета ККМВ от 14 августа 1912 г. — Пятигорск, 1912;
Доклад по вопросу об учреждении посада с упрощённым управлением в Железноводске от 10 июля 1912 г. С приложением журнала заседания ВТК УКМВ от 17 июня 1912 г. — Пятигорск, 1912;
К вопросу о законоустройстве Кавказских Минеральных Вод. — Пятигорск, 1912;
К вопросу о разработке плана устройства Вод в течение ближайших 10 лет. — Пятигорск, 1912;
К вопросу о реорганизации Управления Кавказских Минеральных Вод // Курортная жизнь.—1909.—17 июля;
Недавнее прошлое и ближайшие задачи Кавказских Минеральных Вод // Целебный Кавказ. — Тифлис, 1916. — № 1—2.